# Souvrství Plottier

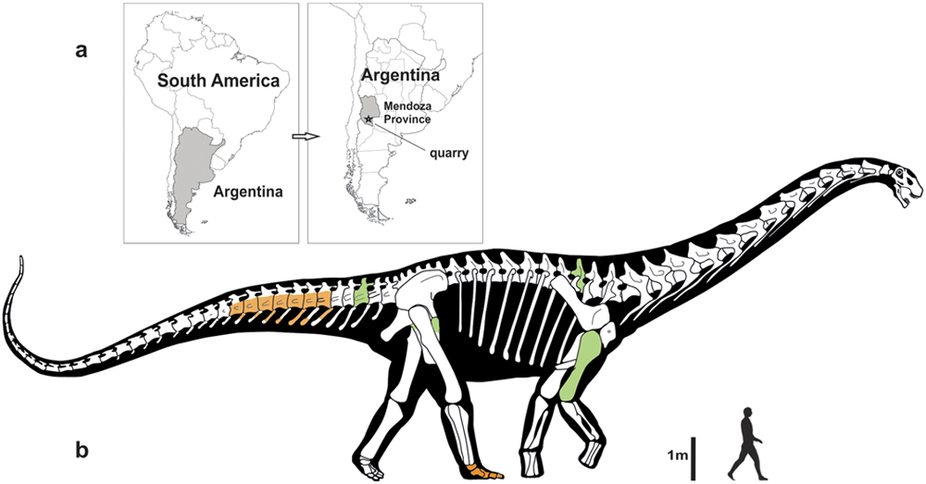
Notocolossus - jeden ze sauropodů, objevených v sedimentech souvrství Plottier.

Souvrství Plottier je geologickou formací z období pozdní křídy (geologické věky coniak až santon, stáří 88 až 86 milionů let), jehož sedimentární výchozy se nacházejí na území argentinské provincie Río Negro a Neuquén. Formálně bylo toto souvrství stanoveno v roce 1938 a celková revize jeho stratigrafie byla publikována v roce 2006

## Charakteristika
Převládajícím typem horniny v tomto souvrství je jílovec a v menší míře pak pískovec. Mocnost sedimentů dosahuje pouze asi 25 metrů. Ze sedimentů tohoto souvrství jsou známé zejména dva populární druhy dinosaurů, obří titanosaurní sauropod druhu Notocolossus gonzalezparejasi a velký "pneumatizovaný" megaraptorní teropod druhu Aerosteon riocoloradensis. Objeveny zde byly také početné fosilie sladkovodních měkkýšů, želv, krokodýlovitých plazů a minimálně jeden druh savce a velkého azdarchidního ptakoještěra. Ten byl formálně popsán roku 2022 jako Thanatosdrakon amaru a s odhadovaným rozpětím křídel v rozmezí 7 až 9 metrů patřil k největším známým ptakoještěrům vůbec.

## Objevené druhy dinosaurů

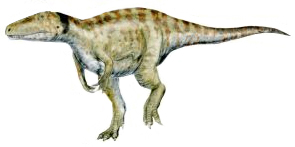
Aerosteon - rod teropoda, známého ze souvrství Plottier.

## Ornitopodní dinosauři
- Ornithopoda indet.

## Sauropodní dinosauři
- Aeolosaurini indet.
- "Antarctosaurus" giganteus[8]
- Muyelensaurus pecheni
- Notocolossus gonzalezparejasi[9]
- Petrobrasaurus puestohernandezi
- Saltasauridae indet.[10]

## Teropodní dinosauři
- Abelisauridae indet.
- Aerosteon riocoloradensis[11]
- Unenlagiinae indet.